# Baranavickaja Hazeta
Baranavickaja Hazeta (biał. Баранавіцкая газета) – kolaboracyjne pismo na okupowanej Białorusi podczas II wojny światowej
22 lipca 1941 w okupowanych Baranowiczach zaczęła wychodzić gazeta „Baranowitscher Zeitung”. Ukazywała się dwa razy w tygodniu. Pod koniec 1941 zmieniła nazwę na „Baranavickaja Hazeta”, zaś 8 stycznia 1944 na „Pahonia” („Пагоня”). Ostatni numer wyszedł 24 czerwca tego roku. Ogółem pojawiło się 223 numerów. Funkcję redaktorów pełnili K. Berend, A. Burski, Lew Haroszka i B. Szyszko. Teksty w gazecie publikowano najpierw jedynie po niemiecku, zaś później również po polsku i białorusku. W gazecie znajdowały się komunikaty wojenne z frontów II wojny światowej, obwieszczenia i zarządzenia niemieckich władz okupacyjnych, propagandowe artykuły i felietony o charakterze antysowieckim i antysemickim, dotyczące historii Białorusi, życia codziennego na okupowanych ziemiach białoruskich, działalności białoruskich organizacji i formacji kolaboracyjnych, wiersze i opowiadania autorów białoruskich. Większość artykułów publikowano bez podpisów.